# Dinastia X d'Egipte
La dinastia X fou una de les quatre dinasties del primer període intermedi de l'antic Egipte.
La divisió en dues dinasties amb seu a Heracleòpolis és obra de Manethó, però la resta de les fonts consideren les dues dinasties com una de sola. Manethó considera Meryhathor com a fundador d'una nova dinastia potser pel canvi religiós que suposava passar de la personificació del déu solar Ra amb els faraons, al déu Hathor.
Probablement amb la pèrdua de poder i prestigi dels faraons de Memfis, els monarques d'Heracleòpolis es van proclamar sobirans, van dominar l'Egipte mitjà i es van enfrontar amb els faraons de Memfis durant bastant de temps; el resultat final de la lluita no és conegut amb certesa però els heracleopolitans van arribar a dominar el delta o almenys una part, van expulsar els emigrants asiàtics de la regió i van fortificar la frontera oriental; durant la mateixa època a Tebes, el nomarca també es va fer independent i va dominar l'Alt Egipte. Heròdot diu que després d'un temps amb diverses poders regionals, Heracleòpolis va prendre el poder al nord, i Tebes al sud. Les lluites amb els tebans van durar uns anys, especialment a la regió al nord d'Abidos, fins que Tebes, que va tenir un govern o una successió més estable, finalment es va imposar a Herakleòpolis.
Les seves dates serien vers el 2100 aC fins al 2050 aC si es considera només la dinastia X, però començaria mig segle abans considerades les dues juntes.
La llista de faraons es troba al papir de Torí, redactat a Tebes. El papir dona un nombre total de 18 faraons però no els divideix en dues dinasties. D'ells només alguns es poden llegir perquè just en aquesta part el papir està damnat. Per altres fonts s'ha pogut reconstruir aproximadament la llista de faraons (l'ordre de successió és dubtós)
- Khety I Akhtoy
- Merybre
- Neferkare III
- Khety II
- Senen…
- Isu
- Neferkare Ankhtify
- Ouakha-Re Khety III
- Khety IV
- Merykare
- Khety V
- Shed...y
- H...
- Kaneferre
- Neferkare Akhtoy ?
- Meryhathor (suposat fundador de la dinastia X)
- Wahkare Akhtoy
- Iytjenu
- Isu
- Khui